# 帯広市立柏小学校
帯広市立柏小学校（ほっかいどうおびひろしりつかしわしょうがっこう）は、北海道帯広市東8条にある公立の小学校である。2022年5月31日現在、2つの特別支援学級も含めて20学級、416名の児童が通学している。

## 沿革

### 年表
出典
- 1920年（大正9年）8月 - 設立認可が降りる。
- 1921年（大正10年）1月22日 - 帯広第二尋常小学校として開校[2]。
- 1922年（大正11年）9月17日 - 高等科を併設し、第二尋常高等小学校と改称。
- 1924年（大正13年）4月11日 - 柏尋常高等小学校と改称。校章制定[2]。
- 1933年（昭和8年）4月1日 - 柏尋常小学校と改称[2]。
- 1940年（昭和15年）6月12日 - 新校舎完成し、授業開始。
- 1941年（昭和16年）
  - 4月2日 - 国民学校令により柏国民学校と改称[2]。
  - 6月9日 - 17時27分頃、中校舎より出火し、中校舎と体育館を焼失。
- 1945年（昭和20年）11月3日 - 校舎が、艦上機グラマン8機の襲撃を受ける。
- 1946年（昭和21年）11月3日 - 新憲法公布を記念して、音楽会・学芸会を開催。
- 1947年（昭和22年）4月1日 - 新学制により柏小学校と改称[2]。
- 1951年（昭和26年）2月5日 - 完全給食開始。
- 1952年（昭和27年）3月4日 - 10時40分頃に発生した十勝沖地震により、児童避難。
- 1953年（昭和28年）6月13日 - 新校歌制定。
- 1961年（昭和36年）9月15日 - 開校40周年を記念して帯広市教育研究大会を開催。
- 1978年（昭和53年）12月16日 - 新校舎（現校舎）落成式典挙行。
- 1990年（平成2年）6月26日 - 創立記念植樹のポプラが市の銘木に指定される。
- 2000年（平成12年）12月8日 - 新校旗完成。
- 2010年（平成22年）10月24日 - 創立90周年記念式典挙行。
- 2012年（平成24年）2月12日 - 開拓130年市制80年記念事業「もちつき大会」開催。
- 2018年（平成30年）9月6日 - 3時08分頃、北海道胆振東部地震発生。修学旅行2日目に起きた。
- 2019年（令和元年）
  - 5月23日 - 柏小百周年記念事業協賛会設立総会。
  - 11月11日 - 翔陽中エリア公開研を開始。
- 2020年（令和2年）
  - 2月27日 - この日から3月24日まで、新型コロナウイルス感染症に対応する臨時休業。
  - 3月24日 - 第百回卒業式挙行したが、卒業生・教職員のみの式挙行となった。
  - 4月20日 - この日から5月31日まで、新型コロナウイルス感染症に対応する臨時休業。
  - 5月18日 - この日から5月29日まで、分散登校実施。
  - 7月27日 - この日から8月7日まで、夏季休業中における登校（4時間授業・給食有り）実施。
  - 10月16日 - 観点別評価二期制へ移行。前期あゆみ配付。
  - 10月25日 - 創立百周年記念式典挙行予定だったが、2021年（令和3年）に延期。
- 2021年（令和3年）
  - 1月6日 - この日から1月14日まで、冬季休業中における登校（4時間授業・給食有り）実施。
  - 1月22日 - 第百回開校記念日。
  - 2月9日 - 百周年記念事業協賛会による卒業生に贈るコンサート開催。
  - 10月17日 - 延期された創立百周年記念式典挙行[3]。

## 教育方針

### 校訓
強く 正しく 明るく 清く

### 学校教育目標
1. 強い心と体で ねばり強くやりぬく子ども
2. 確かな知識で よく考える子ども
3. 明るく きまりよい子ども
4. 心豊かで 思いやりのある子ども

## 学校行事
| - 4月 入学式、始業式、全校参観日 - 5月 - 6月 運動会、遠足、宿泊学習 | - 7月 郷土体験学習、1学期終業式 - 8月 2学期始業式、バス学習（1-3年）、修学旅行（6年） - 9月 バス学習（4年）、児童会選挙 | - 10月 - 11月 新入児検診、学芸会 - 12月 2学期終業式 | - 1月 3学期始業式、開校記念日 - 2月 児童会選挙 - 3月 修了式・離任式、卒業証書授与式 |

## 進学先中学校
- 帯広市立翔陽中学校

## 周辺
- セブンイレブン帯広東8条南12丁目店 - 南11丁目通り（帯広市道）をはさんで、敷地が隣接。
- 釧路地方裁判所帯広支部 - 南9丁目通り（帯広市道）をはさんで、敷地が隣接。
- 帯広市保健福祉センター
- 帯広市立翔陽中学校
- とかち広域消防事務組合帯広消防署東分署

## アクセス
- 十勝バス循環線・東8条線で、「柏小学校前」バス停下車。